# 大阪市立今津中学校
大阪市立今津中学校（おおさかしりついまづちゅうがっこう）は、大阪府大阪市鶴見区の公立中学校。

## 沿革
- 1965年4月8日 - 大阪市立放出中学校の分校として開設
- 1970年4月1日 - 大阪市立放出中学校より分離創立
- 1970年5月4日 - 校章・標準服制定。この日を創立記念日とする。
- 1970年8月18日 - プール建設工事完了
- 1972年11月6日 - 体育館落成式挙行
- 1973年3月10日 - プール東側庭園完成
- 1973年4月6日 - 校舎増築
- 1975年3月20日 - 校舎増築（図書室・普通教室6）
- 1975年7月20日 - 新プール竣工
- 1976年3月22日 - 校地拡張（校地南側）
- 1977年3月31日 - 増築校舎引き渡し（普通教室6・被服室）
- 1978年10月2日 - 校歌制定
- 1982年7月27日 - 校舎増築（音楽室・美術室・普通教室4）
- 1997年2月20日 - プール改修
- 2003年3月 - 校内バリアフリー化工事完了
- 2004年3月 - エレベーター設置工事完了

### 校章
1970年5月の学校創立時に校章の公募が行われ、全校職員及び生徒の280点の応募の中から第1期生の田中健彦氏の作品が選ばれた。校章の3つのハートには、1年・2年・3年が心を合わせて立派な今津中学校を作りたいという願いが込められている。

### 創立記念日
当校は、1970年5月4日の校章・標準服制定を記念して毎年5月4日を「創立記念日」としていた。しかし1988年以後、5月4日が祝日法に基づく国民の休日（2007年より祝日法改正でみどりの日に変更）となったことを受けて4月27日に創立記念日を前倒しして行っている。

## 通学区域
- 大阪市立榎本小学校と大阪市立今津小学校の通学区域。

## 交通
- JR西日本 片町線（学研都市線） 放出駅 北東へ約1km
- 大阪シティバス 汎愛高校前バス停

## 著名な出身者
- 野村和輝（プロ野球選手）